# گریت لاملی
گریت لاملی (به انگلیسی: Great Lumley) یک روستا و محله مدنی در بریتانیا است که در County Durham واقع شده‌است. گریت لاملی ۳٬۶۸۴ نفر جمعیت دارد.